# Hinte

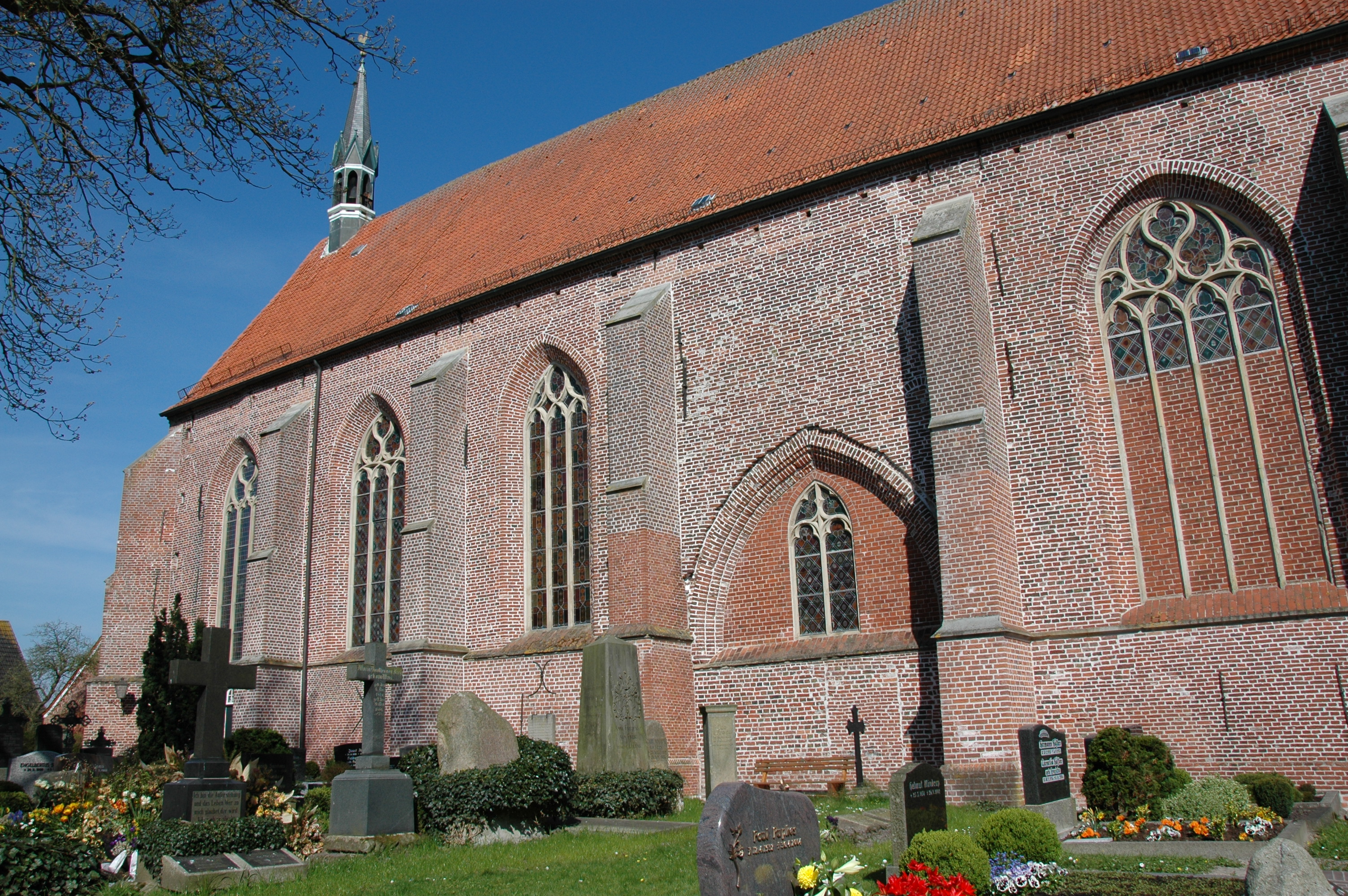
Kyrkan i Hinte

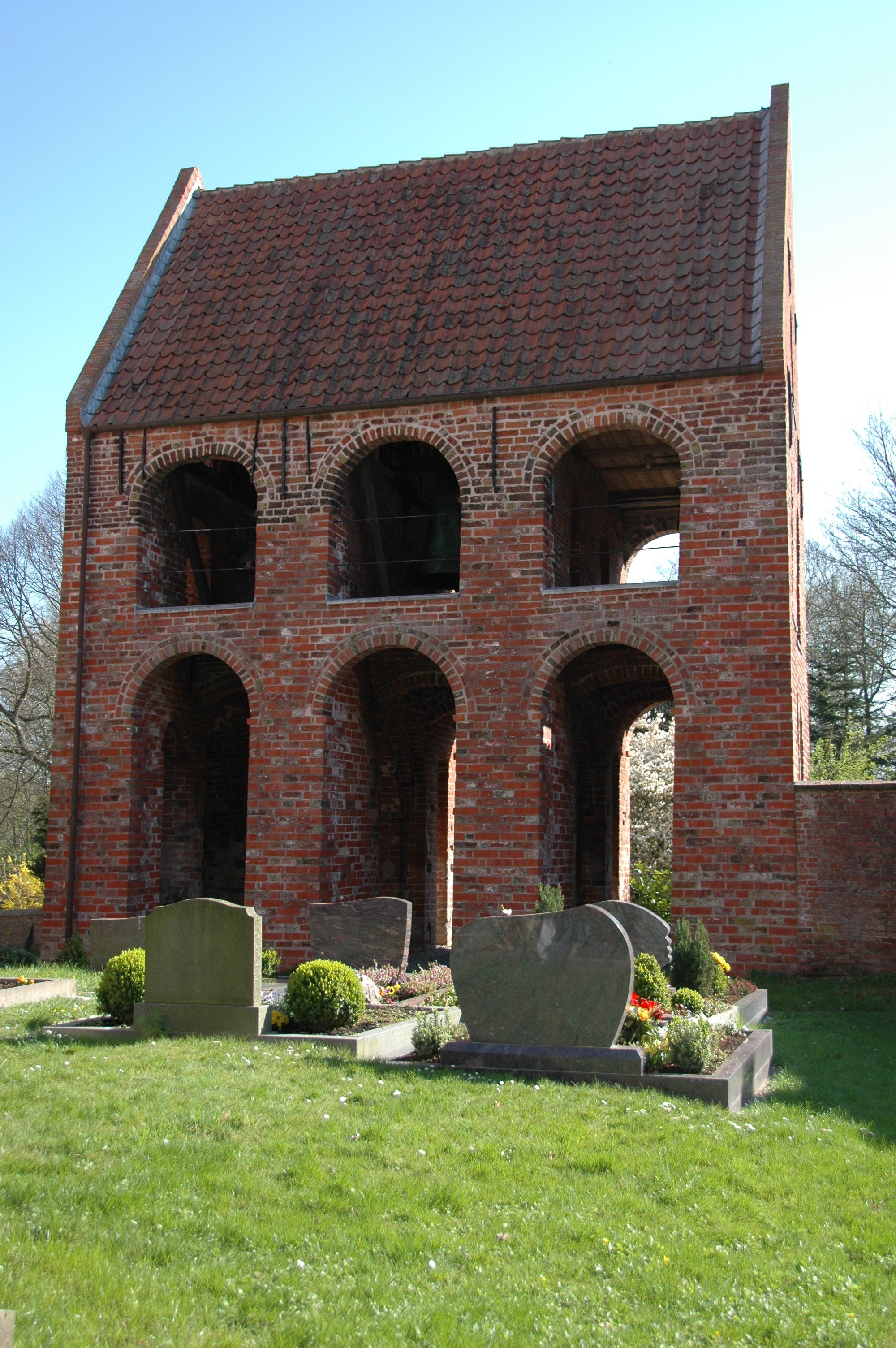
Klocktornet i Hinte

Hinte är en kommun i distriktet Aurich i det historiska landskapet Ostfriesland i den tyska delstaten Niedersachsen. Kommunen ligger mellan städerna Emden och Aurich.

## Historia
Hinte omnämns första gången omkring år 1000 som Hinuti. Borgen Hinta har en vattenfylld vallgrav och är säte för familjen von Freese. I orterna runt Hinte har ett flertal hövdingaborgar funnits som numera mestadels är förstörda, bland annat borgen i Cirkwehrum.
I Hinte finns bland annat en sengotisk kyrka från 1400-talet som står på en konstgjord kulle, en så kallad terp (Warf), som anlades för att förhindra översvämningar vid stormfloder. Klocktornet är från 1200-talet. I Suurhusen finns en kyrka från 1200-talet med världens mest lutande kyrktorn. Vid allhelgonastormfloden 1570 steg vattnet till 4,40 meter över normal nivå enligt en markering som finns i kyrkan i Suurhusen.
Liksom på flera andra håll i Ostfriesland finns även i Hinte en väderkvarn av holländsk typ. Kvarnen är från 1869.
Flera av de övriga orterna i kommunen har en lång historia. Exempelvis Westerhusen omnämns första gången runt år 1000 och är känd för sin kyrka i gotisk stil från 1400-talet. Liksom flera andra kyrkor i Ostfriesland har den en känd orgel. Orgeln i Westerhusen byggdes 1642-1643 av Jost Sieburg och är fortfarande i bruk. Kyrkan har även ett hagioskop genom vilket man utifrån kan se altaret. En annan ort, Osterhusen, har blivit känd som stamort för den ostfriesiska hövdingafamiljen Allena. År 1611 slöts här ett fördrag mellan Cirksena-greven Enno III av Ostfriesland och företrädare för adel, borgare och bönder. Detta Osterhusischer Akkord ledde till att den ostfriesiske greven fick mindre makt.

## Näringsliv
Hinte är näst intill sammanvuxet med Emden och dess näringsliv och kan på så sätt betecknas som en sovstad. Inom kommunen finns endast ett industriområde. Liksom i övriga Ostfriesland spelar jordbruk och turism en förhållandevis viktig roll.
Genom kommunen går huvudvägen mellan Emden och Wilhelmshaven samt järnvägen mellan Rheine och Norddeich.

## Orter i Hinte kommun
- Canhusen (170 invånare)
- Cirkwehrum (200)
- Hinte (2.830), kommunens huvudort
- Groß-Midlum (760)
- Loppersum (1.400)
- Osterhusen (500)
- Suurhusen (1.175)
- Westerhusen (320)